# Gambia ai Giochi della XXXI Olimpiade
Il Gambia ha partecipato ai Giochi della XXXI Olimpiade, che si sono svolti a Rio de Janeiro, Brasile, dal 5 al 21 agosto 2016, con una delegazione di 4 atleti impegnati in 3 diverse discipline.
Portabandiera alla cerimonia di apertura è stata la velocista Gina Bass, alla sua prima Olimpiade.
Si è trattato della nona partecipazione del Gambia ai Giochi olimpici. Non sono state conquistate medaglie.

## Atletica leggera
Maschile
| Atleta       | Evento      | Batteria  | Batteria  | Semifinale  | Semifinale  | Finale      | Finale      |
| Atleta       | Evento      | Risultato | Posizione | Risultato   | Posizione   | Risultato   | Posizione   |
| ------------ | ----------- | --------- | --------- | ----------- | ----------- | ----------- | ----------- |
| Adama Jammeh | 200 m piani | 20.55     | 4         | non qualif. | non qualif. | non qualif. | non qualif. |

Femminile
| Atleta    | Evento      | Batteria  | Batteria  | Semifinale  | Semifinale  | Finale      | Finale      |
| Atleta    | Evento      | Risultato | Posizione | Risultato   | Posizione   | Risultato   | Posizione   |
| --------- | ----------- | --------- | --------- | ----------- | ----------- | ----------- | ----------- |
| Gina Bass | 200 m piani | 23.45     | 5         | non qualif. | non qualif. | non qualif. | non qualif. |

## Judo
Maschile
| Atleta    | Evento | Preliminari          | 16-esimi             | Ottavi               | Quarti               | Semifinali           | Ripescaggio          | Med. bronzo          | Finale               | Posizione       |
| Atleta    | Evento | Avversario Risultato | Avversario Risultato | Avversario Risultato | Avversario Risultato | Avversario Risultato | Avversario Risultato | Avversario Risultato | Avversario Risultato | Posizione       |
| --------- | ------ | -------------------- | -------------------- | -------------------- | -------------------- | -------------------- | -------------------- | -------------------- | -------------------- | --------------- |
| Faye Njie | −73 kg | Khamza (KAZ) P (0-2) | non qualificato      | non qualificato      | non qualificato      | non qualificato      | non qualificato      | non qualificato      | non qualificato      | non qualificato |

## Nuoto
Maschile
| Atleta    | Gara             | Batteria | Batteria  | Semifinale      | Semifinale      | Finale          | Finale          |
| Atleta    | Gara             | Tempo    | Posizione | Tempo           | Posizione       | Tempo           | Posizione       |
| --------- | ---------------- | -------- | --------- | --------------- | --------------- | --------------- | --------------- |
| Pap Jonga | 50m stile libero | 27.48    | 79        | Non qualificato | Non qualificato | Non qualificato | Non qualificato |